# Японсько-рюкюські мови

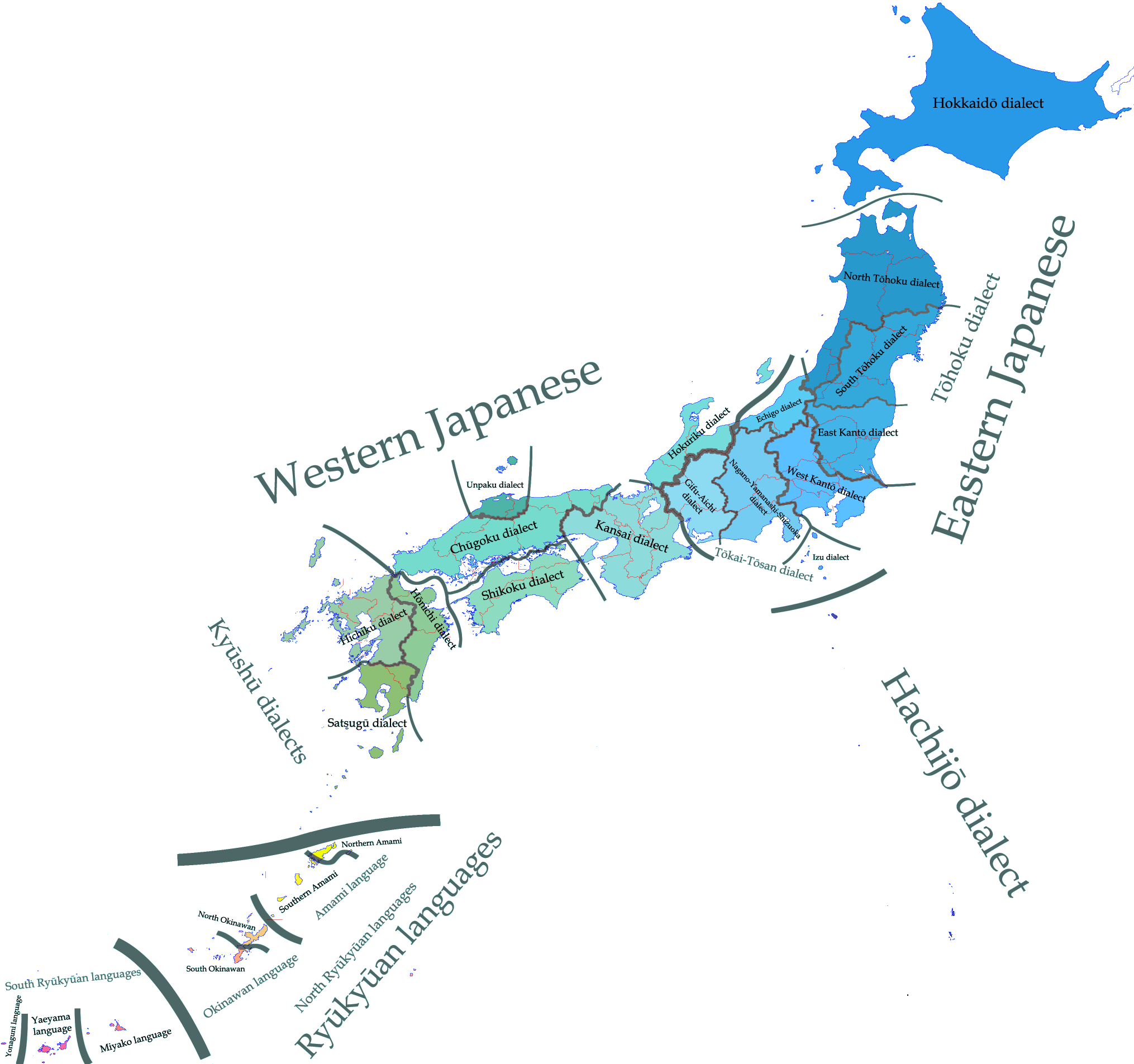
Мапа поширення японсько-рюкюських мов

Японо-рюкюські (японські) мови — мовна сім'я на Японському архіпелазі і на островах Рюкю. Генетичні зв'язки з іншими мовними сім'ями остаточно не з'ясовані. Існує гіпотеза про приналежність японських мов до алтайської сім'ї. До складу сім'ї входять:
- Японська мова (яп. 日本語)
  - діалект Хоккайдо
  - кансайський діалект
  - східні діалекти — північно-східна частина Хонсю
  - західні діалекти — західна частина острова Хонсю, острів Сікоку
  - південні діалекти — Кюсю
- Рюкюські мови (яп. 琉球語)
  - Північно-рюкюські мови
    - мова амамі
    - мова куніґамі
    - окінавська мова

  - Південно-рюкюські мови
    - мови міяко
    - мова яеяма(інші мови)
    - мова йонаґуні(інші мови)
- Хатідзьо(інші мови) (яп. 八丈方言)